# Neurergus strauchii
Neurergus strauchii је водоземац из реда репатих водоземаца и фамилије Salamandridae. 

## Угроженост
Ова врста се сматра рањивом у погледу угрожености врсте од изумирања.

## Распрострањење
Турска је једино познато природно станиште врсте.

## Популациони тренд
Популација ове врсте се смањује, судећи по расположивим подацима.

## Станиште
Станишта врсте су планине, речни екосистеми и слатководна подручја.